# Sarroca de Bellera
Sarroca de Bellera és un poble i municipi de la comarca del Pallars Jussà. Inclou l'entitat municipal descentralitzada de Manyanet.
Està situat al límit entre el Pallars Jussà i l'Alta Ribagorça; de fet, una part del terme actual de Sarroca de Bellera és de l'Alta Ribagorça: es tracta de l'antic terme municipal de Benés, unit a Sarroca de Bellera el 1972. És, per tant, com Tremp, un terme municipal realment a cavall entre aquestes dues comarques.
En la proposta derivada de l'informe popularment denominat Informe Roca, calia agrupar els termes municipals de Sarroca de Bellera i de Senterada en un municipi que, amb el nom de Sarroca i Senterada, tindria la capitalitat a Senterada per ser la població amb més habitants de totes dues. Això comportaria la desaparició com a enclavament de Larén. A més, es proposava incloure en aquest nou municipi el poble d'Erta, pertanyent al Pont de Suert. Finalment, es preveia una agrupació de municipis del de Sarroca i Senterada amb el de la Torre de Cabdella.
Sarroca de Bellera és al nord de la comarca del Pallars Jussà. Forma la meitat occidental de l'apèndix que es crea cap al nord en aquesta comarca (consulteu el mapa d'aquesta mateixa pàgina). És accessible des del quilòmetre 325 de la carretera N-260, entre la Pobla de Segur i Pont de Suert, d'on arrenca cap al nord-oest la carretera L-521, que mena al poble en 1 quilòmetre. Sarroca de Bellera queda enlairada al nord de la carretera N-260, just al damunt del km. 326.

## Etimologia
La Roca (el Castell) de Bellera, és el que significa el nom del poble. És a dir, el castell principal de la baronia de Bellera, senyors del poble i de les valls adjacents. Es tracta, doncs, d'un topònim romànic medieval.

## Geografia
- Llista de topònims de Sarroca de Bellera (Orografia: muntanyes, serres, collades, indrets..; hidrografia: rius, fonts...; edificis: cases, masies, esglésies, etc).

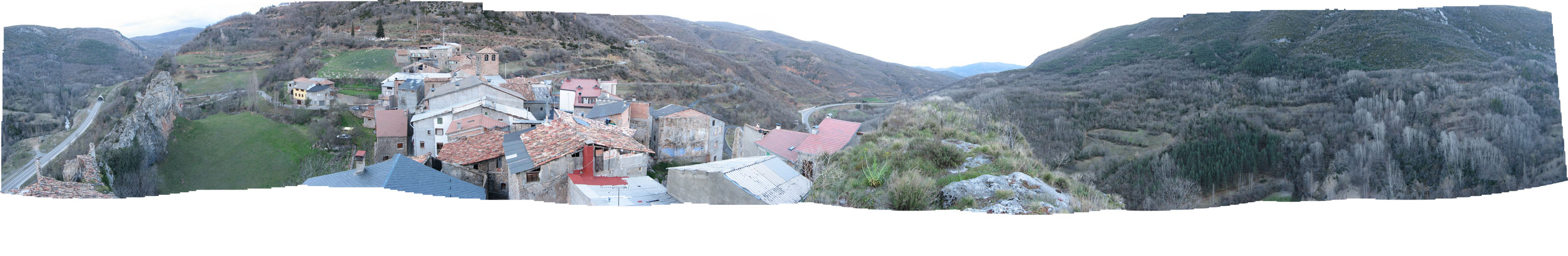
Panoràmica de la capital del municipi (Sarroca de Bellera)

### Descripció geogràfica
En aquest apartat es descriu únicament l'antic municipi de Sarroca de Bellera, de 24,82 km² d'extensió, abans que fos ampliat amb els 62,44 de l'antic terme de Benés, de l'Alta Ribagorça. Aquest antic terme està descrit en el seu article.
Termes municipals limítrofs:
| La Vall de Boí (Alta Ribagorça)   | La Vall de Boí (Alta Ribagorça) | La Torre de Cabdella                                   |
| El Pont de Suert (Alta Ribagorça) |                                 | La Torre de Cabdella, Senterada i la Torre de Cabdella |
| El Pont de Suert (Alta Ribagorça) | Senterada                       | Senterada                                              |

#### Perímetre del terme

##### Límit amb el terme de Senterada
S'inicia aquesta descripció en el triterme entre el Pont de Suert (Viu de Llevata) i Senterada. Aquest punt és al sud-oest de la Roca d'Eloi, a 1.561,4 m. alt., en una carena paral·lela a ponent al Serrat del Forn Vell, tots ells contraforts de la Serra de Comillini. Des d'aquest lloc, el termenal amb Senterada segueix una línia bastant recta cap a llevant, decantant-se lleugerament cap al sud. Després de travessar el Serrat del Forn Vell, torna a buscar la carena de la Serra de Comillini, fins a la cota 1.485,8, i baixa lleugerament al nord de la carena on es dreça del dolmen conegut com la Casa Encantada, que queda en terme de Senterada. Segueix pel Serrat de les Bordes fins a la Roca del Vinyer, de 1.058,9 m. alt., que deixa també dins el terme de Senterada, i va a buscar el riu Cadolla, a 815 m. alt., al nord de les Planes d'Arco i al sud del Dolmen del Mas, que queda dins del terme de Sarroca de Bellera.
Segueix el riu Cadolla fins que aquest vessa en el riu Bòssia, a 790 m. alt., a prop i al sud-est del Mas de Rossell i del Dolmen del Mas, i llavors segueix aigües avall el riu Bòssia, durant uns 700 metres, fins que a prop del punt quilomètric 321, el termenal abandona el riu, travessa la carretera N-260 i s'enfila cap a la Roca d'Aguilar, de 925,4 m. alt., des d'on segueix cap a llevant fent un arc per passar per la capçalera del barranc de les Mines i arribar a l'extrem nord-est de l'Alzinar del Pegaire. D'aquest indret, trenca cap al nord-est, com si s'adrecés al Cap de l'Alzinar, però al sud d'aquest turó, i al nord, a la capçalera, d'un barranc que baixa del turó, a 955 m. alt., es troba un nou triterme, aquest entre Senterada, Sarroca de Bellera i la Torre de Cabdella, en l'antic terme de la Pobleta de Bellveí.

##### Límit amb l'antic terme de la Pobleta de Bellveí (la Torre de Cabdella)
Des del punt anterior, el límit dels termes puja en direcció nord fins a atènyer el Cap de l'Alzinar, de 1.007,7 m. alt., des d'on emprèn la direcció nord-oest per tal de seguir una carena. Així, arriba al cap de poc al Tossal Gros (un de tants Tossal Gros que hi ha als Pallars), de 1.039,1 m. alt, on troba l'extrem sud-est de la Serra de la Bastida, que només segueix uns 300 metres, ja que en aquell moment el termenal trenca cap al nord-est per baixar de dret a trobar la llera del barranc de Sant Genís. Segueix aquest barranc aigües amunt (cap al nord-oest), fins que arriba al lloc on el barranc del Grau aflueix en el de Sant Genís. La intersecció d'aquests dos torrents és el triterme entre Sarroca de Bellera, la Torre de Cabdella (antic terme de la Pobleta de Bellveí i l'enclavament de Larén, del terme municipal de Senterada.

##### Límit amb l'enclavament de Larén, del terme de Senterada
Des del darrer lloc esmentat, situat a 943 m. alt., el termenal segueix íntegrament el barranc de Sant Genís, sempre cap al nord, inflexionant lleugerament cap a l'oest. Quan aquest torrent, ja a la seva capçalera, es forma per la unió dels barrancs de les Crastes i de la Quadra, es troba el límit de tres termes: l'antic de Sarroca de Bellera, l'enclavament de Larén, del municipi de Senterada, i l'antic terme de Benés, actualment inclòs també en el de Sarroca de Bellera.

##### Límit amb l'antic terme de Benés, de l'Alta Ribagorça, actualment integrat en el de Sarroca de Bellera
Des d'aquest darrer punt, l'antic límit de termes, ara inexistent, pujava cap al nord-oest cap a lo Coll Permir, de 1.536,1 m. alt., trencava cap a ponent passant pel Tossal de la Doïl (1.606,3), girava cap al sud-oest cap al Pui de Far, de 1.622,5 m. alt., i anava baixant per la carena cap al sud-oest cap a la Collada de Santa Coloma (1.493,6) i la Collada d'Erdo (1.404,9). En aquest lloc, l'antic termenal anava cap a ponent, vers els Tossalets (1.418,9), baixant per la Serra de Vilella, i arribant a la Collada del Santet, de 1.243,2 m. alt.
De la Collada del Santet, cap al nord fent un arc tancat per ponent, que deixava Buira en terme de Benés, cap al Tossal, de 1.260,3 m. alt. i la Serra de Mingo (1.210,7). Baixava el termenal, sempre cap al nord-oest, fins a la confluència de la Valiri amb el riu de Manyanet, a 1.040 m. alt. En aquest lloc, el termenal torcia cap al sud-oest, pujant cap al Tossal de Prat d'Hort, de 1.526,6 m. alt., des d'on davallava cap al sud-sud-oest, per anar a buscar el capdamunt del barranc de Montevui, on els antics termes de Benés i Sarroca de Bellera, en el seu sector originari, trobaven el vell terme de Viu de Llevata.

##### Límit amb l'antic terme de Viu de Llevata (el Pont de Suert)
Quan troba el barranc de Montevui el termenal segueix la pista que en marxa cap al sud, arriba a la carena següent, ara en direcció sud-est. Quan arriba a la carena següent, a 1.358,8 m. alt., el termenal abandona la pista que ha seguit el darrer tros, i s'adreça de dret a llevant fins a baixar al barranc de la Fontalada, que ateny a l'alçada de 1.250 m. Segueix barranc avall, cap al sud-est, fins que es troba aquest barranc amb el de la Salanca, prop de la Font de la Salanca, a 1.133 n. alt. En aquest lloc es forma el barranc d'Ardia, que baixa cap a l'est. Aquest barranc fa de termenal fins a 650 metres a ponent de Xerallo, als Penals d'Uries, on el termenal abandona la vall del torrent i emprèn la direcció sud-est.
Dels Penals d'Uries, la línia de terme fa una girada primer cap al sud-est per anar fent un arc que acaba emprenent la direcció sud, i va pujant dels 1.000 m. alt. inicials, als 1.200 dels Plans, al capdamunt de la llau d'Infern, o barranc del Lladrer, passant prèviament per la Roca d'en Boruna i el Lladrer. Després de fer una mica de girada cap al sud-oest, torna a seguir cap al sud-est, i sense seguir cap accident orogràfic fix, continua pujant cap a la Curnereta i la Roca d'Eloi, al sud-oest de la qual es troben els termes de Sarroca de Bellera, el Pont de Suert i Senterada, on ha començat aquesta descripció.

### L'interior del terme

#### La vall de les Esglésies
El terme municipal de Sarroca de Bellera, fent-ne l'extracció de l'antic terme de Benés, és bàsicament una vall amb totes les seves valls afluents. En efecte, els rius de Manyanet i la Valiri, també anomenat riu d'Avellanos, s'ajunten a la Mola d'Amunt, just a l'entrada del terme municipal de Sarroca de Bellera, al nord-est de les Esglésies. En aquest punt el Manyanet passa a anomenar-se riu de les Esglésies), nom que mantindrà fins passat Xerallo.
El riu de les Esglésies vertebra la meitat occidental del terme de Sarroca de Bellera i, a més, és el pas obligat per enllaçar amb l'antic terme de Benés, actualment depenent de l'ajuntament de Sarroca de Bellera. Durant el seu curs, aquest riu rep tot d'afluents d'una banda i l'altra, ja que en aquest territori s'obren tot de petites valls que conflueixen en la principal. Així, en passar pel poble de les Esglésies s'aboca en el riu principal per la dreta el barranc de Canarill, que marca una llarga i profunda vall de nord-oest a sud-est que baixa del poble de Sentís, pertanyent a l'antic terme de Benés.
Al cap de poc, i encara per la dreta (en aquest tros la riba esquerra del riu de les Esglésies és terme de Benés), arriba un barranc sense nom i de seguida el barranc del Bosc, que no conté cap zona habitada, només algunes bordes, però que marca una altra vall llarga i profunda. Després, just abans de Castellgermà, encara sempre per la dreta, hi aflueix el barranc de la Santa, que marca el límit nord de Castellgermà. El barranc de la Santa i el seu afluent de capçalera, el barranc del Pinar davallen del Tossal Gros, al límti del terme, i solquen dues valls també llargues i en alguns moments força profundes.
Ja a l'alçada de Xerallo, un parell de barrancs baixen de les serres de llevant, però torna a ser de ponent que arriba un altre barranc important: el barranc d'Ardia, que és el que marca el límit meridional de la fàbrica de Xerallo. El barranc d'Ardia es forma a prop del límit de ponent del terme, al nord de Perves, per la unió de tot de barrancs de muntanya, que formen un ample circ: de sud-oest a nord-oest es troben el barranc de la Salanca, format a la capçalera pels barrancs del Torcal i dels Pallerons, i el barranc de Fontalada. Al cap de poc d'haver-se ja format el barranc d'Ardia, encara rep el Rial Gran, que ve del nord. El barranc d'Ardia, que és el límit del terme la major part del seu recorregut, fa de límit nord de la carena per on puja la carretera N-260 cap al Coll de la Creu de Perves i el Pont de Suert.
Al sud del poble de Xerallo, el riu de les Esglésies rep el barranc de Perves, que només té els últims metres en terme de Sarroca de Bellera, i s'acaba el riu de les Esglésies. Gira cap al sud-est, la vall canvia lleugerament d'aspecte, i el riu passa a anomenar-se Bòssia.

#### La vall del riu Bòssia
El Pont de Xerallo sol agafar-se com a referència per a aquest canvi. Ja com a riu Bòssia, rep per la dreta el barranc del Lladrer, que té la Llau d'Infern a la capçalera, i troba de seguida la població de Sarroca de Bellera a la seva esquerra. En aquest moment la vall es fa més ampla, amb la major part dels pobles del terme enfilats al nord i nord-est de la vall. Del sud, el Bòssia rep alguns afluents, com la Llau del Forn Vell, tots ells de les altes serres que delimiten el terme a migdia.

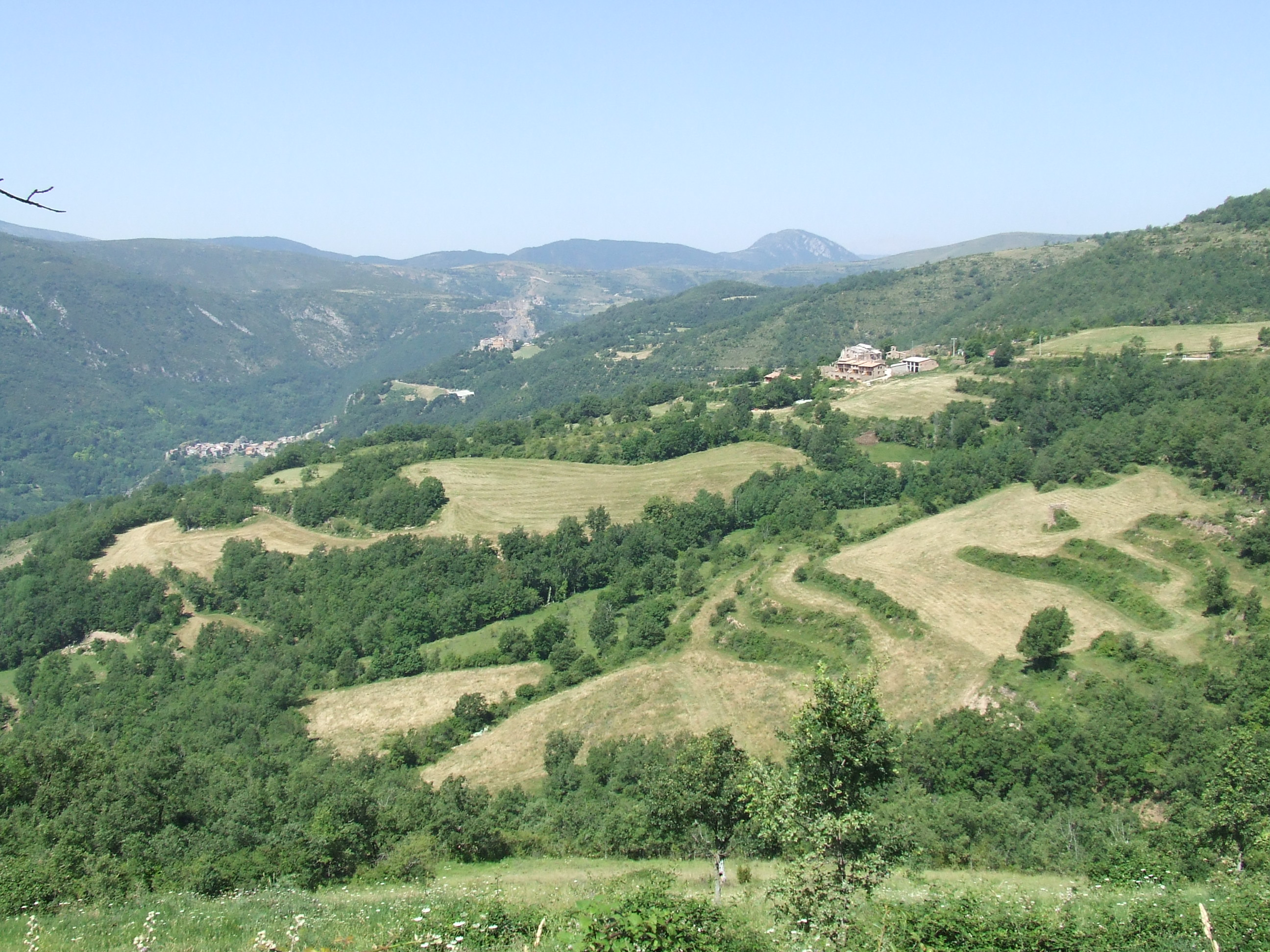
Costat septentrional de la vall del riu Bòssia

Del nord hi aflueixen el barranc que baixa del poble de Vilella, la Rasa dels Torrents, però sobretot el barranc de Sant Julià, format pel barranc de la Font de l'Obac i el barranc de la Tosca, que baixen de la zona on hi ha els pobles d'Erdo. Una mica més a ponent aflueix, també per l'esquerra, el barranc de la Llobera, que és format pels barrancs dels Oms i des Cunys; el barrancs dels Oms, pel seu costat, és format pel barranc del Fener, que baixa de Santa Coloma d'Erdo. Continuen arribant barrancs des del nord i nord-est: el barranc de les Enserres, el barranc de Canarill, que davalla del costat occidental de les Bordes de la Bastida, i el barranc de la Roqueta, que baixa de prop de Santa Maria de la Bastida de Bellera i rep a la capçalera el barranc de Llavaneres, que baixa de prop de la Bastida de Bellera, i el barranc de les Mines.
Cal esmentar, finalment, la part occidental de la vall del barranc de Sant Genís, ja que aquest barranc és termenal. A prop de la Bastida de Bellera, sota i a llevant seu, discorre el barranc de Sant Genís, que separa termes (el de Sarroca de Bellera del de Senterada a l'enclavament de Larén. El barranc de Sant Genís va a parar al Flamisell, en terme de Senterada.

### Nuclis de població
| Entitat de població    | Habitants (2023) |
| Sarroca de Bellera     | 27               |
| les Esglésies          | 20               |
| Manyanet               | 12               |
| Xerallo                | 10               |
| Erdo                   | 9                |
| Buira                  | 9                |
| Sentís                 | 8                |
| Benés                  | 6                |
| Castellnou d'Avellanos | 5                |
| Vilella                | 5                |
| Avellanos              | 4                |
| el Mesull              | 3                |
| Sas                    | 3                |
| la Mola d'Amunt        | 2                |
| Vilancòs               | 1                |
| Santa Coloma d'Erdo    | 0                |
| la Bastida de Bellera  | 0                |
| Font: Idescat          |                  |

Els nuclis de població de l'actual terme de Sarroca de Bellera són els següents. Cadascun d'ells té el seu article propi:
- Benés: Benés, Avellanos, Buira, Castellnou d'Avellanos, Castellvell de Bellera, Manyanet, el Mesull, la Mola d'Amunt, Sas, Sentís i Vilancós. Són a l'article corresponent a aquest antic municipi.
- Sarroca de Bellera: Sarroca de Bellera, la Bastida de Bellera, Castellgermà, Erdo, les Esglésies, Santa Coloma d'Erdo, Vilella i Xerallo.

- La Bastida de Bellera
- Castellgermà
- Erdo
- Les Esglésies
- Santa Coloma d'Erdo
- Sarroca de Bellera
- Vilella
- Xerallo

#### El poble de Sarroca de Bellera

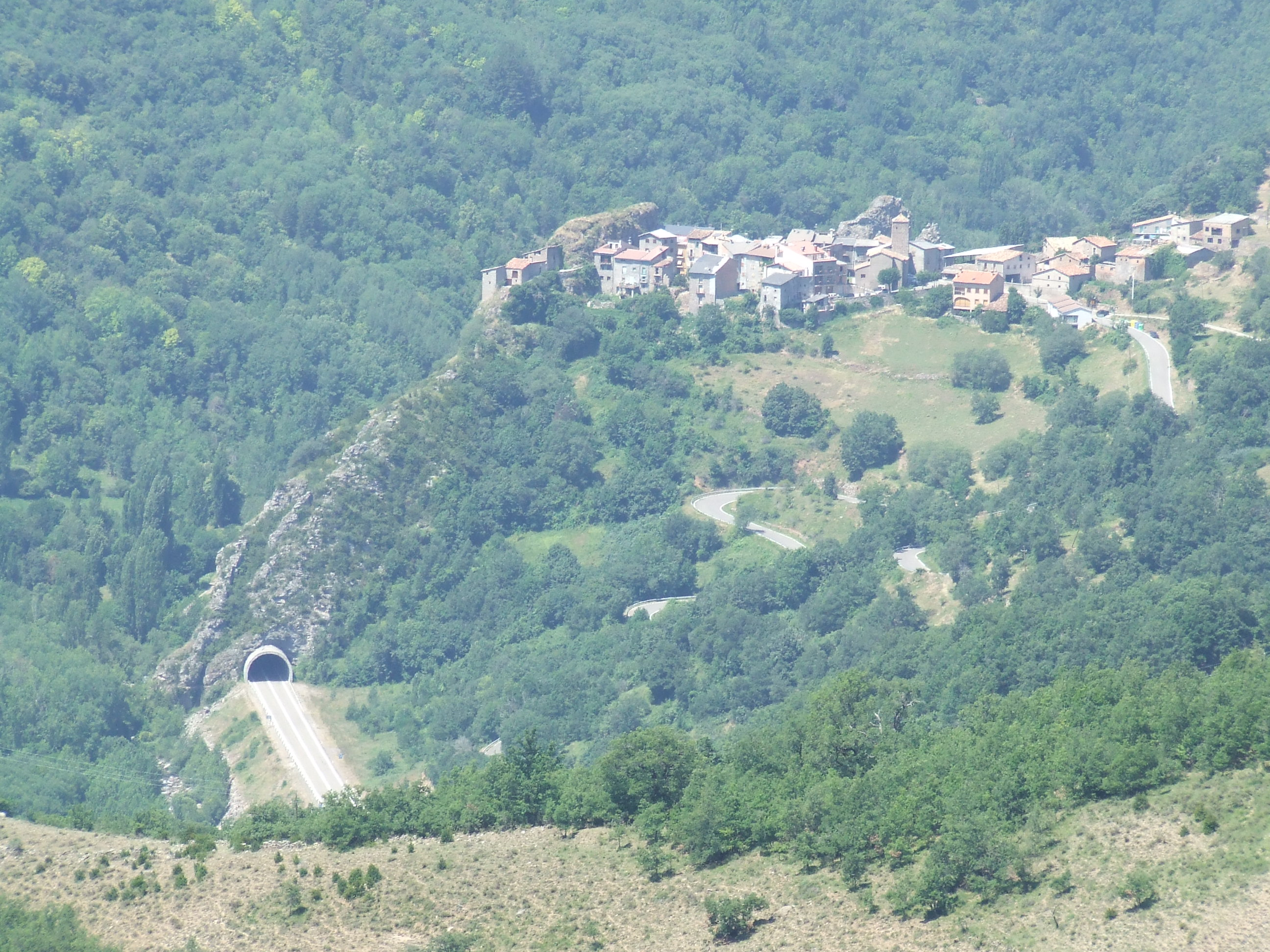
Sarroca de Bellera, dalt del seu penyal

El poble de Sarroca de Bellera és damunt d'un penyal espadat a ran de riu, i està coronat per les poques restes que queden del castell de Sarroca de Bellera. A redós del castell, i estenent-se pel seu costat nord aprofitant una petita plana que hi ha en aquell sector, es va generar el poble actual, que conserva algunes traces del seu antic format de poble clos, amb les cases tancant el recinte murat i almenys un portal d'accés, al costat septentrional, al costat de l'església parroquial. Es conserva una part dels passos sota porxos del recinte del mercadal del poble.
A l'extrem oposat del castell, a l'entrada actual del poble, hi ha l'església parroquial de Sant Feliu de Sarroca de Bellera, que actualment depèn de la parròquia de la Pobleta de Bellveí. En aquesta església es conserva una imatge romànica de la Mare de Déu amb el Nen, que encara avui dia és objecte de culte. Va ser restaurada i estudiada exhaustivament vers 1985-90.
A llevant del poble, a uns 800 metres de distància, hi havia, a més, les restes de l'ermita de Sant Martí de Sarroca de Bellera, romànica.
Finalment, a la casa Tonet del Sabater hi una capella particular, dedicada a la Mare de Déu del Roser, o de Bellera.

## Història
El 1381 consten 7 focs (uns 35 habitants) a Sarroca de Bellera, i pertanyia al bisbe de Lleida; juntament amb les cases de Vilella, consta amb 180 ànimes. El 1718 el terme de Sarroca de Bellera presentava 253 habitants, que havien passat a ser 297 el 1787. Seguint les pautes de creixement de tota la comarca, s'assoliren els 595 habitants el 1860.
Pascual Madoz, en el seu Diccionario geográfico... del 1845 parla extensament de Sarroca de Bellera.

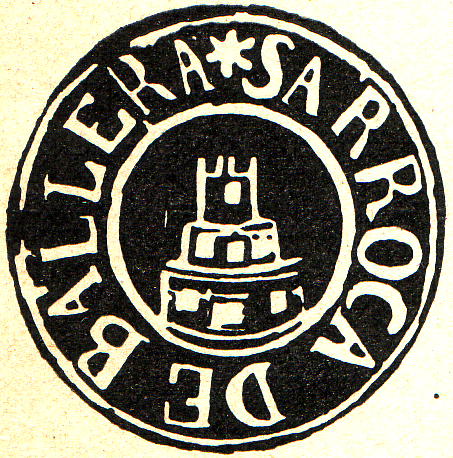
Segell municipal de vers el 1900

Malgrat el seu aïllament geogràfic, a Sarroca de Bellera s'hi havia desenvolupat una certa indústria. Així, el 1860 disposava de tres molins fariners (el de Bellera, el del Castellà i el del Ferrer), i un de bataner (el Molí del Baró). Ara bé, el principal desenvolupament industrial no arribà fins al 1950, amb l'obertura de la fàbrica de ciment de Xerallo, a causa de la necessitat de ciment per a les obres hidràuliques de la Ribagorça.

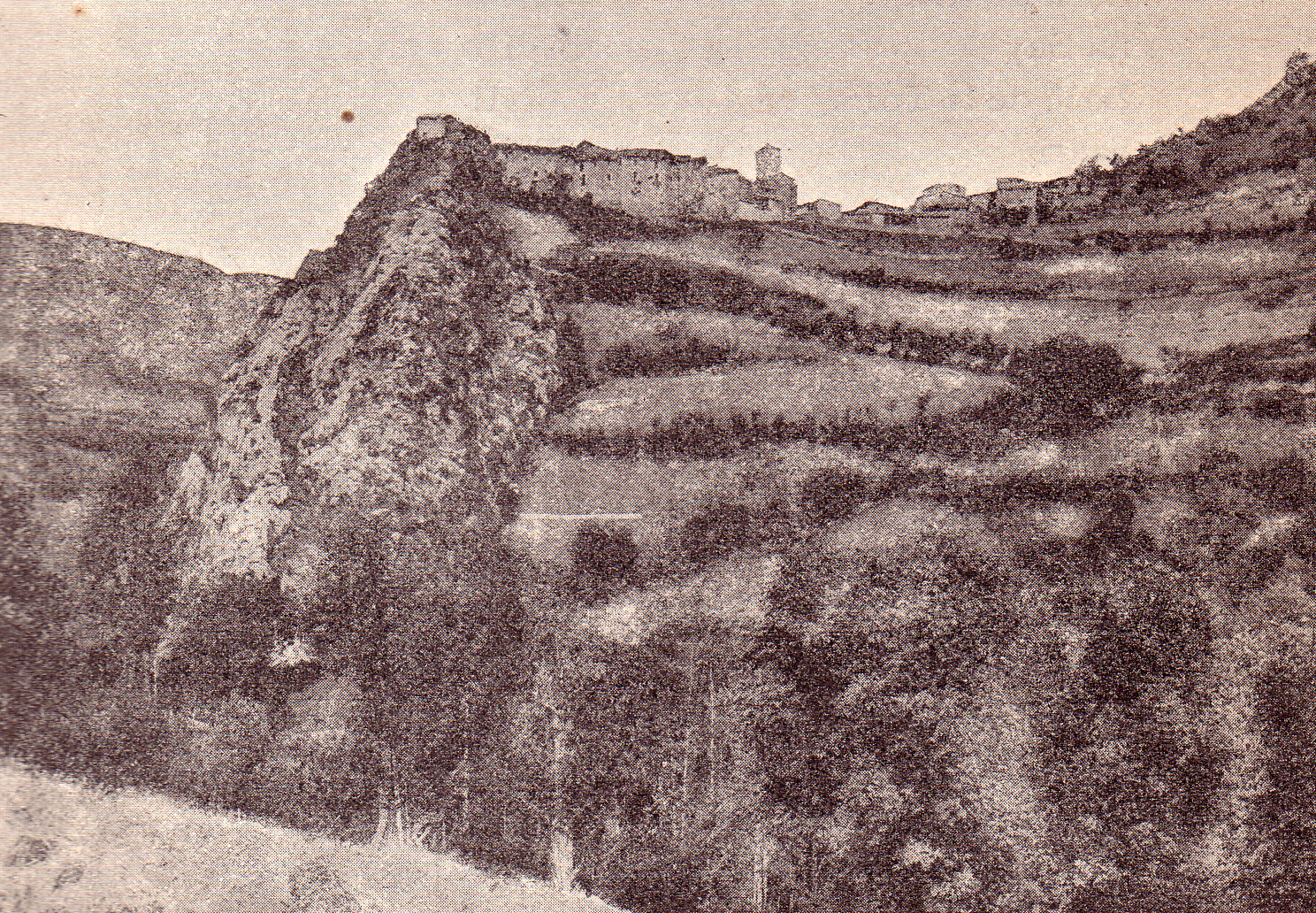
Sarroca de Bellera a principis del

Vers 1914, a Sarroca de Bellera hi havia 190 edificis amb 466 habitants, a tot el terme, dels quals 73 amb 163 eren al mateix poble de Sarroca de Bellera.
Amb Xerallo, el terme arriba als 909 habitants el 1960, però a ran del tancament de la fàbrica, el 1973, perdé població ràpidament: 535 habitants el 1970, 181 el 1975 (tot i que ja li havia estat afegit Benés) i 151 el 1981. Menys espectacular, la davallada ha anat continuant, fins a arribar als 136 del 2008.

### Composició de l'ajuntament

Escut del municipi de Sarroca de Bellera abans del 1995

#### Alcaldes
- Josep Prior i Adillon (1896-1897)
- Serafí Subirana (1899)
- Josep Canut i Farré (1906)

Des de les primeres eleccions municipals democràtiques, els alcaldes de Sarroca de Bellera han estat:
- Remigi Castells i Vidal (19.4.1979 - 7.5.1983)
- Ramon Molí Mentuy (23.5.1983 - 27.5.1995)
- Jordi Moyes i Perucho (17.6.1995 - 12.6.1999)
- Josep Ramon Lloret i Loan (3.7.1999 - 26.5.2007)
- Marta Moyes i Perucho (16.6.2007 - 10.6.2011)
- Josep Ramon Lloret i Loan (11.6.2011 - actualitat)

#### Regidors
Des de les primeres eleccions municipals democràtiques, el 1979, l'Ajuntament de Sarroca de Bellera ha tingut els regidors següents: Antoni Bertran Boneta, Josepa Bertran Nus, Jordi Bruna Gallart, Josep Carrera Lohan, Josep Castells Canut, Remigi Castells Vidal, Ramon Chimisana Gravalós, Ramon Coma Nadal, Joan Coma Vidal, Àngel Enjaime Arnau, Josep Enjaime Garcia, Alfred Isanta Fàbregas, Albert Isanta i Porté, Josep Maria Jordana Peña, Josep Ramon Lloret Loan, Jordi Martí Canut, Pere Molí Mentuy, Ramon Molí Mentuy, Xavier Molí Mentuy, Pilar Morgó i Bernadó, Josep Moyes Farré, Jordi Moyes i Perucho, Josep Moyes Perucho, Marta Moyes i Perucho, Antoni Palau i Casal i Carles Ricou i Durany.

#### Legislatura2011-2015
| Candidatura | Candidatura | Cap de llista       | Vots | Regidors | % vots |
| ----------- | ----------- | ------------------- | ---- | -------- | ------ |
|             | IxSB-PM     | Pilar Morgó Bernadó | 41   | 2        | 33,88  |
|             | CiU         | Antoni Palau Casal  | 38   | 2        | 31,4   |
|             | IxSB-AM     | Marta Moyes Perucho | 41   | 1        | 33,88  |
|             | PP          | Alfonso Codina Haro | 0    | 0        | 0      |
| Total       | Total       | 101                 | 101  | 5        |        |

- Josep Ramon Lloret Loan (CiU), alcalde
- Antoni Palau Casal (CiU), regidor
- Pilar Morgó Bernadó (IxSB-PM), regidora
- Jordi Bruna Gallart (IxSB-PM), regidor
- Marta Moyes i Perucho (IxSB-AM), regidora.

### Demografia
| Entitat de població    | Habitants (2023) |
| Sarroca de Bellera     | 27               |
| les Esglésies          | 20               |
| Manyanet               | 12               |
| Xerallo                | 10               |
| Erdo                   | 9                |
| Buira                  | 9                |
| Sentís                 | 8                |
| Benés                  | 6                |
| Castellnou d'Avellanos | 5                |
| Vilella                | 5                |
| Avellanos              | 4                |
| el Mesull              | 3                |
| Sas                    | 3                |
| la Mola d'Amunt        | 2                |
| Vilancòs               | 1                |
| Santa Coloma d'Erdo    | 0                |
| la Bastida de Bellera  | 0                |
| Font: Idescat          |                  |

| 1497 f | 1515 f | 1553 f | 1717 | 1787 | 1857  | 1877 | 1887 | 1900 | 1910 |
| ------ | ------ | ------ | ---- | ---- | ----- | ---- | ---- | ---- | ---- |
| 83     | 55     | 84     | 508  | 545  | 1.223 | 855  | 902  | 874  | 909  |

| 1920  | 1930 | 1940 | 1950  | 1960  | 1970 | 1981 | 1990 | 1992 | 1994 |
| ----- | ---- | ---- | ----- | ----- | ---- | ---- | ---- | ---- | ---- |
| 1.035 | 904  | 797  | 1.180 | 1.213 | 640  | 158  | 136  | 140  | 140  |

| 1996 | 1998 | 2000 | 2002 | 2004 | 2006 | 2008 | 2010 | 2012 | 2014 |
| ---- | ---- | ---- | ---- | ---- | ---- | ---- | ---- | ---- | ---- |
| 147  | 145  | 155  | 156  | 147  | 142  | 136  | 136  | 129  | 124  |

| 2016 | 2018 | 2020 | 2022 | 2024 | 2026 | 2028 | 2030 | 2032 | 2034 |
| ---- | ---- | ---- | ---- | ---- | ---- | ---- | ---- | ---- | ---- |
| 117  | 120  | 116  | 113  | 115  | -    | -    | -    | -    | -    |

### Llocs d'interès
- Església de Sant Feliu, amb la imatge de la Mare de Déu de la Bellera.

### Fills il·lustres
- Ramon Violant i Simorra (Sarroca de Bellera, 1903-Barcelona, 1956), etnògraf, un dels màxims coneixedors i divulgadors de la cultura popular i tradicional pallaresa i catalana.

## Activitat econòmica
Segons Ceferí Rocafort, a principis del segle xx, a Sarroca de Bellera es produïa gra, llegums, verdures, patates i bestiar.
L'activitat econòmica tradicional de Sarroca de Bellera era l'agrícola i ramadera de subsistència. Actualment, continua essent l'agrària, l'activitat principal, però ha sofert un cert procés d'especialització, sobretot de cara a la producció d'aliment per al bestiar. Una part important del terme, a més, són boscos de caràcter comunal.

## Festes i tradicions
Sarroca de Bellera és dels pobles que surten esmentats a les conegudes cobles d'en Payrot, fetes per un captaire fill de la Rua a mitjan segles XIX. Deia, en el tros de Sarroca de Bellera:
| «                | A Sarroca de Bellera s'aixequen a mitja nit perquè no han sopat al vespre i la fam els treu del llit. I ara què dirà la gent, la digo, digo, digo, i ara què dirà la gent del Payrot ser tan valent. | » |
| — Payrot, Cobles | |   |

## Serveis turístics
Els pobles d'Erdo (l'Hotel Mas Vinyals), les Esglésies (un càmping, uns apartaments turístics i tres cases rurals) i Sarroca de Bellera (Apartaments rurals la Fusteria i Casa Casat) tenen oferta de serveis turístics.
A l'antic terme de Benés, n'hi ha a Buira i Sentís.

## Comunicacions
La carretera N-260 és la que vertebra les comunicacions del terme de Sarroca de Bellera. Travessa tot el terme de sud-est, procedent de Senterada i la Pobla de Segur, a nord-oest, de camí cap a Perves, Viu de Llevata i el Pont de Suert.
Una altra carretera existent és la L-521, que relliga la carretera anterior amb el poble de Sarroca de Bellera en dos llocs diferents, al sud-est i a l'oest del poble. Fora d'aquestes dues carreteres, no n'hi ha més que tinguin oficialment aquesta consideració. Ara bé, tots els pobles del terme, comptant-hi els de l'antic terme de Benés, estan comunicats entre ells i amb el cap del municipi per pistes rurals, moltes de les quals estan asfaltades, i les altres tenen un sòl perfectament transitable la major part de l'any.
En transport públic, Sarroca de Bellera està comunicada mitjançant la línia de transport públic de la Pobla de Segur al Pont de Suert, amb un servei diari en cada direcció, que passa també per Senterada. A la Pobla de Segur es pot correspondre amb els mitjans de transport de què disposa aquella vila: tren i ferrocarrils urbans.